# American Le Mans à Mid-Ohio 2006
Le American Le Mans à Mid-Ohio 2006, disputé sur le 21 mai 2006 sur le Mid-Ohio Sports Car Course est la troisième course de l'American Le Mans Series 2006.

## Course

### Classement de la course
Classement final de la course (vainqueurs de catégorie en gras),, :
| Pos.   | Catégorie | N°  | Écurie                                      | Pilotes                            | Châssis                 | Pneus | Tours/Abandon |
| Pos.   | Catégorie | N°  | Écurie                                      | Pilotes                            | Moteur                  | Pneus | Tours/Abandon |
| ------ | --------- | --- | ------------------------------------------- | ---------------------------------- | ----------------------- | ----- | ------------- |
| 1      | LMP2      | 7   | Penske Racing                               | Timo Bernhard Romain Dumas         | Porsche RS Spyder       | M     | 119           |
| 1      | LMP2      | 7   | Penske Racing                               | Timo Bernhard Romain Dumas         | Porsche MR6 3.4L V8     | M     | 119           |
| 2      | LMP2      | 6   | Penske Racing                               | Sascha Maassen Lucas Luhr          | Porsche RS Spyder       | M     | 119           |
| 2      | LMP2      | 6   | Penske Racing                               | Sascha Maassen Lucas Luhr          | Porsche MR6 3.4L V8     | M     | 119           |
| 3      | LMP1      | 2   | Audi Sport North America                    | Rinaldo Capello Allan McNish       | Audi R8                 | M     | 119           |
| 3      | LMP1      | 2   | Audi Sport North America                    | Rinaldo Capello Allan McNish       | Audi 3.6L Turbo V8      | M     | 119           |
| 4      | LMP2      | 37  | Intersport Racing                           | Clint Field Liz Halliday           | Lola B05/40             | G     | 116           |
| 4      | LMP2      | 37  | Intersport Racing                           | Clint Field Liz Halliday           | AER P07 2.0L Turbo I4   | G     | 116           |
| 5      | LMP1      | 16  | Dyson Racing                                | Butch Leitzinger James Weaver      | Lola B06/10             | M     | 116           |
| 5      | LMP1      | 16  | Dyson Racing                                | Butch Leitzinger James Weaver      | AER P32T 3.6L Turbo V8  | M     | 116           |
| 6      | GT1       | 4   | Corvette Racing                             | Oliver Gavin Olivier Beretta       | Chevrolet Corvette C6.R | M     | 116           |
| 6      | GT1       | 4   | Corvette Racing                             | Oliver Gavin Olivier Beretta       | Chevrolet 7.0L V8       | M     | 116           |
| 7      | GT1       | 3   | Corvette Racing                             | Ron Fellows Johnny O'Connell       | Chevrolet Corvette C6.R | M     | 116           |
| 7      | GT1       | 3   | Corvette Racing                             | Ron Fellows Johnny O'Connell       | Chevrolet 7.0L V8       | M     | 116           |
| 8      | GT1       | 007 | Aston Martin Racing                         | Darren Turner Tomáš Enge           | Aston Martin DBR9       | P     | 115           |
| 8      | GT1       | 007 | Aston Martin Racing                         | Darren Turner Tomáš Enge           | Aston Martin 6.0L V12   | P     | 115           |
| 9      | GT1       | 009 | Aston Martin Racing                         | Stéphane Sarrazin Pedro Lamy       | Aston Martin DBR9       | P     | 115           |
| 9      | GT1       | 009 | Aston Martin Racing                         | Stéphane Sarrazin Pedro Lamy       | Aston Martin 6.0L V12   | P     | 115           |
| 10     | LMP2      | 8   | B-K Motorsports                             | Guy Cosmo James Bach               | Courage C65             | G     | 112           |
| 10     | LMP2      | 8   | B-K Motorsports                             | Guy Cosmo James Bach               | Mazda R20B 2.0L 3-rotor | G     | 112           |
| 11     | GT2       | 45  | Flying Lizard Motorsports                   | Wolf Henzler Johannes van Overbeek | Porsche 911 GT3-RSR     | M     | 111           |
| 11     | GT2       | 45  | Flying Lizard Motorsports                   | Wolf Henzler Johannes van Overbeek | Porsche 3.6L Flat-6     | M     | 111           |
| 12     | LMP1      | 12  | Autocon Motorsports                         | Chris McMurry Mike Lewis           | MG-Lola EX257           | D     | 111           |
| 12     | LMP1      | 12  | Autocon Motorsports                         | Chris McMurry Mike Lewis           | AER P07 2.0L Turbo I4   | D     | 111           |
| 13     | GT2       | 50  | Multimatic Motorsports Team Panoz           | David Brabham Scott Maxwell        | Panoz Esperante GT-LM   | P     | 110           |
| 13     | GT2       | 50  | Multimatic Motorsports Team Panoz           | David Brabham Scott Maxwell        | Ford (Elan) 5.0L V8     | P     | 110           |
| 14     | GT2       | 44  | Flying Lizard Motorsports                   | Seth Neiman Darren Law             | Porsche 911 GT3-RSR     | M     | 109           |
| 14     | GT2       | 44  | Flying Lizard Motorsports                   | Seth Neiman Darren Law             | Porsche 3.6L Flat-6     | M     | 109           |
| 15     | GT2       | 21  | BMW Team PTG                                | Bill Auberlen Joey Hand            | BMW M3                  | Y     | 109           |
| 15     | GT2       | 21  | BMW Team PTG                                | Bill Auberlen Joey Hand            | BMW 3.2L I6             | Y     | 109           |
| 16     | GT2       | 22  | BMW Team PTG                                | Justin Marks Bryan Sellers         | BMW M3                  | Y     | 107           |
| 16     | GT2       | 22  | BMW Team PTG                                | Justin Marks Bryan Sellers         | BMW 3.2L I6             | Y     | 107           |
| 17     | GT2       | 62  | Risi Competizione                           | Jaime Melo Mika Salo               | Ferrari F430GT          | M     | 105           |
| 17     | GT2       | 62  | Risi Competizione                           | Jaime Melo Mika Salo               | Ferrari 4.0L V8         | M     | 105           |
| 18     | LMP2      | 19  | Van der Steur Racing                        | Gunnar van der Steur Ben Devlin    | Lola B2K/40             | D     | 104           |
| 18     | LMP2      | 19  | Van der Steur Racing                        | Gunnar van der Steur Ben Devlin    | AER (Nissan) 3.0L V6    | D     | 104           |
| 19     | GT2       | 31  | Petersen Motorsports White Lightning Racing | Patrick Long Jörg Bergmeister      | Porsche 911 GT3-RSR     | M     | 93            |
| 19     | GT2       | 31  | Petersen Motorsports White Lightning Racing | Patrick Long Jörg Bergmeister      | Porsche 3.6L Flat-6     | M     | 93            |
| 20 DNF | GT2       | 51  | Multimatic Motorsports Team Panoz           | Gunnar Jeannette Tommy Milner      | Panoz Esperante GT-LM   | P     | 57            |
| 20 DNF | GT2       | 51  | Multimatic Motorsports Team Panoz           | Gunnar Jeannette Tommy Milner      | Ford (Elan) 5.0L V8     | P     | 57            |
| 21 DNF | LMP1      | 20  | Dyson Racing                                | Chris Dyson Guy Smith              | Lola B06/10             | M     | 3             |
| 21 DNF | LMP1      | 20  | Dyson Racing                                | Chris Dyson Guy Smith              | AER P32T 3.6L Turbo V8  | M     | 3             |
| 22 DNF | GT2       | 23  | Alex Job Racing                             | Mike Rockenfeller Klaus Graf       | Porsche 911 GT3-RSR     | M     | 0             |
| 22 DNF | GT2       | 23  | Alex Job Racing                             | Mike Rockenfeller Klaus Graf       | Porsche 3.6L Flat-6     | M     | 0             |